# Marathon van Madrid 2007
De marathon van Madrid 2007 vond plaats op zondag 22 april 2007 in Madrid. Het was de 30e editie van de marathon van Madrid.

## Uitslagen
Mannen
| rang   | naam                   | land | tijd    |
| ------ | ---------------------- | ---- | ------- |
| Goud   | Jonathan Kipkosgei     | KEN  | 2:12.42 |
| Zilver | Philip Sanga           | KEN  | 2:13.44 |
| Brons  | Augustus Kavutu        | KEN  | 2:14.54 |
| 4      | James Moiben           | KEN  | 2:16.42 |
| 5      | Tesfayohannes Mesfen   | ETH  | 2:19.00 |
| 6      | Tesfahiwot Debregergis | ETH  | 2:19.54 |
| 7      | Silas Sang             | KEN  | 2:20.59 |
| 8      | Fredrick Chumba        | KEN  | 2:23.06 |
| 9      | Kahsia Kidane          | ERI  | 2:25.12 |
| 10     | Isreal Garcia Carrasco | ESP  | 2:29.29 |

Vrouwen
| rang   | naam                      | land | tijd    |
| ------ | ------------------------- | ---- | ------- |
| Goud   | Pauline Atondoyang        | KEN  | 2:48.46 |
| Zilver | Remedies Alonso Gomez     | ESP  | 2:58.11 |
| Brons  | Noelia Mansilla Arriba    | ESP  | 3:06.10 |
| 4      | Elsi Torri Ventura        | ESP  | 3:13.19 |
| 5      | Lisbeth Schou             | ESP  | 3:17.22 |
| 6      | Monica Ayerra Diaz        | ESP  | 3:19.23 |
| 7      | Rebecca Avila Seoane      | ESP  | 3:19.37 |
| 8      | Sonia Santa Maria Delgado | ESP  | 3:22.30 |
| 9      | Isabel Ruiz Martinez      | ESP  | 3:23.29 |
| 10     | Joelle Conan              | ESP  | 3:23.57 |

1978 ·
1979 ·
1980 ·
1981 ·
1982 ·
1983 ·
1984 ·
1985 ·
1986 ·
1987 ·
1988 ·
1989 ·
1990 ·
1991 ·
1992 ·
1993 ·
1994 ·
1995 ·
1996 ·
1997 ·
1998 ·
1999 ·
2000 ·
2001 ·
2002 ·
2003 ·
2004 ·
2005 ·
2006 ·
2007 ·
2008 ·
2009 ·
2010 ·
2011 ·
2012 ·
2013 ·
2014 ·
2015 ·
2016 ·
2017